# Arnoult
Arnoult – rzeka we Francji, przepływająca przez teren departamentu Charente-Maritime, o długości 40,5 km. Stanowi lewy dopływ rzeki Charente.